# 小早川篤四郎
小早川篤四郎（1893年1月6日—1959年11月27日:62、63）是出生於日本廣島縣廣島市的畫家，其作品曾入選帝國美術展覽會、文部省美術展覽會:62、63。1935年時受託繪製「臺灣歷史畫」，之後臺南市役所將這些畫作編輯成《臺灣歷史畫帖》，於1939年發行:6。此外1937年9月他加入大日本帝國海軍，成為隨軍畫家，繪製不少戰爭記錄畫。二次大戰後仍在日本美術展覽會中活躍，為槐樹社及光風會會友。

## 生平
小早川篤四郎年幼時便搬到臺灣居住，並且受到石川欽一郎指導，學習水彩畫。他是石川欽一郎發起的「紫瀾會」成員，其作品〈初夏的鄉下路徑（初夏の田舍路）〉曾在日明治四十二年（1909年）5月30日於臺北中學校舉辦的紫瀾會水彩畫展中展出:21、62。次年4月2日、3日，其作品〈早晨的河川（朝の川）〉在紫瀾會展覽中展出，與小熊寅之助、入江操等人的作品一同被視為佳作:21、62。
服了2年兵役後，加入東京本鄉繪畫研究所，接受岡田三郎助的指導。其作品〈ジャワ婦人〉在大正十四年（1925年）帝展入選，是他首次在帝展展出的作品。
昭和十年（1935年）受邀為臺南歷史館製作22幅歷史畫，次年為基隆鄉土陳列館製作15幅歷史畫。昭和十二年（1937年）9月加入大日本帝國海軍，成為隨軍畫家，繪製戰爭記錄畫。
昭和三十四年（1959年）11月27日，因心臟麻痺在日本東京都目黑區自宅去世。